# Harrie Stewart Wilson Massey
Sir Harrie Stewart Wilson Massey, avstralski fizik, * 16. maj 1908, † 27. november 1983.
Massey je deloval predvsem na področju atomske in atmosferske fizike.